# Whitley Stokes
Whitley Stokes, född 28 februari 1830 i Dublin, död 13 april 1909 i London, var en irländsk jurist och filolog.
Stokes studerade rättsvetenskap och filologi och blev advokat 1855. Han kom 1862 som barrister till Madras, innehade höga juridiska ämbeten i Brittiska Indien, om vars rättsväsende han, i full överensstämmelse med Henry Sumner Maine, inlade stora förtjänster och blev 1879 president för kommissionen angående den indiska lagstiftningen. År 1882 återvände han till England.
Vid sidan av sin praktiska gärning ägnade han sig åt forskning rörande sanskrit och keltiska språk och publicerade en rad viktiga skrifter på detta område, bland annat Irische Texte mit Wörterbuch (II–IV, 1884–1909, tillsammans med tysken Ernst Windisch). Han tilldelades Cunninghammedaljen 1862.